# Reprezentacja Japonii w skokach narciarskich
Reprezentacja Japonii w skokach narciarskich – grupa skoczków narciarskich wybrana do reprezentowania Japonii w międzynarodowych zawodach przez Japoński Związek Narciarski (jap. 全日本スキー連盟 Zen’nihon Sukī Renmei).

## Kadra na sezon 2025/2026
Szkoleniowcem męskiej kadry pozostał Kento Sakuyama, a stanowisko trenera kadry kobiecej objął Yoshiki Kinjō. W kadrach znalazło się po 14 zawodników i zawodniczek, podzielonych odpowiednio na 3 i 2 grupy. Utworzono też grupy krajowe, złożone z 23 skoczków i 14 skoczkiń.

### Mężczyźni

#### Grupa S
- Ryōyū Kobayashi

#### Grupa A
- Sakutarō Kobayashi
- Naoki Nakamura
- Ren Nikaidō
- Keiichi Satō
- Yukiya Satō

#### Grupa B
- Hyuma Fuse
- Sōta Himeno
- Takuma Mikami
- Taiyō Mori
- Rentarō Nishida
- Haruto Nishikata
- Rintarō Okabe
- Ritsuta Sugiyama

### Kobiety

#### Grupa A
- Kurumi Ichinohe
- Yūki Itō
- Nozomi Maruyama
- Yuzuki Satō
- Yūka Setō
- Sara Takanashi

#### Grupa B
- Saiko Fujimoto
- Kohaku Hinomori
- Riko Iwasaki
- Karin Minoya
- Yū Saitō
- Kikka Sakamoto
- Hana Sakurai
- Chiho Takeuchi

## Kadra na sezon 2024/2025
Na stanowiskach trenerów pozostali Kento Sakuyama w kadrze męskiej i Tomoharu Yokokawa w kobiecej. Kadry podzielono na trzy grupy, w których znalazło się 12 skoczków i 13 skoczkiń. Utworzono również grupy krajowe liczące odpowiednio 27 zawodników i 19 zawodniczek.

### Mężczyźni

#### Grupa S
- Ryōyū Kobayashi

#### Grupa A
- Junshirō Kobayashi
- Naoki Nakamura
- Ren Nikaidō

#### Grupa B
- Takuma Mikami
- Masaki Nakamura
- Haruto Nishikata
- Riku Nishizawa
- Rintarō Okabe
- Asahi Sakano
- Seigo Sasaki
- Ritsuta Sugiyama

### Kobiety

#### Grupa S
- Yūki Itō

#### Grupa A
- Nozomi Maruyama
- Nagomi Nakayama
- Yūka Setō
- Sara Takanashi

#### Grupa B
- Mei Hasegawa
- Kurumi Ichinohe
- Haruka Iwasa
- Riko Iwasaki
- Ringo Miyajima
- Kikka Sakamoto
- Riko Sakurai
- Yuzuki Satō

## Kadra na sezon 2023/2024
Nowym trenerem kadry męskiej mianowano Kento Sakuyamę, a szkoleniowcem reprezentacji kobiecej pozostał Tomoharu Yokokawa.

### Mężczyźni

#### Grupa S
- Ryōyū Kobayashi

#### Grupa A
- Junshirō Kobayashi
- Naoki Nakamura
- Ren Nikaidō
- Keiichi Satō
- Taku Takeuchi

#### Grupa B
- Takuma Mikami
- Masaki Nakamura
- Rentarō Nishida
- Haruto Nishikata
- Riku Nishizawa
- Asahi Sakano
- Seigo Sasaki
- Ritsuta Sugiyama

### Kobiety

#### Grupa S
- Yūki Itō

#### Grupa A
- Kurumi Ichinohe
- Nozomi Maruyama
- Ringo Miyajima
- Nagomi Nakayama
- Yuzuki Satō
- Yūka Setō
- Sara Takanashi

#### Grupa B
- Saiko Fujimoto
- Kohaku Hinomori
- Hana Sakurai
- Riko Sakurai
- Chiho Takeuchi

## Kadra na sezon 2022/2023
Na stanowisku trenera męskiej reprezentacji Hideharu Miyahirę zastąpił Masahiko Harada. Trenerem kobiet pozostał Tomoharu Yokokawa.

### Mężczyźni

#### Grupa S
- Ryōyū Kobayashi

#### Grupa A
- Yukiya Satō

#### Grupa B
- Shinnosuke Fujita
- Yūken Iwasa
- Junshirō Kobayashi
- Masaki Nakamura
- Naoki Nakamura
- Rentarō Nishida
- Asahi Sakano
- Keiichi Satō
- Reruhi Shimizu
- Hiroaki Watanabe
- Rikuta Watanabe

### Kobiety

#### Grupa S
- Yūki Itō
- Sara Takanashi

#### Grupa A
- Nozomi Maruyama
- Nagomi Nakayama
- Yūka Setō

#### Grupa B
- Saiko Fujimoto
- Kurumi Ichinohe
- Haruka Iwasa
- Ringo Miyajima
- Riko Sakurai
- Yuzuki Satō

## Kadra na sezon 2021/2022
W kadrze męskiej znalazło się 19 skoczków, a w żeńskiej – 14 zawodniczek.

### Mężczyźni

#### Seniorzy
- Yūmu Harada
- Daiki Itō
- Yūken Iwasa
- Junshirō Kobayashi
- Ryōyū Kobayashi
- Naoki Nakamura
- Ren Nikaidō
- Keiichi Satō
- Yukiya Satō
- Shōhei Tochimoto
- Hiroaki Watanabe
- Rikuta Watanabe

#### Juniorzy
- Takumi Kuwata
- Kantō Morino
- Masaki Nakamura
- Rentarō Nishida
- Asahi Sakano
- Ritsuta Sugiyama
- Sōta Tsuji

### Kobiety

#### Seniorki
- Yūki Itō
- Kaori Iwabuchi
- Haruka Iwasa
- Yūka Kobayashi
- Nozomi Maruyama
- Yūka Setō
- Sara Takanashi

#### Juniorki
- Kurumi Ichinohe
- Riko Iwasaki
- Machiko Kubota
- Ringo Miyajima
- Nagomi Nakayama
- Riko Sakurai
- Yuzuki Satō

## Kadra na sezon 2020/2021
W kadrach znalazło się 16 mężczyzn i 11 kobiet.

### Mężczyźni

#### Seniorzy
- Yūmu Harada
- Daiki Itō
- Yūken Iwasa
- Junshirō Kobayashi
- Ryōyū Kobayashi
- Naoki Nakamura
- Keiichi Satō
- Yukiya Satō
- Taku Takeuchi
- Shōhei Tochimoto
- Hiroaki Watanabe

#### Juniorzy
- Tatsunao Kobayashi
- Sōta Kudō
- Ren Nikaidō
- Shun Ōi
- Daimatsu Takehana

### Kobiety

#### Seniorki
- Yūki Itō
- Kaori Iwabuchi
- Yūka Kobayashi
- Nozomi Maruyama
- Yūka Setō
- Sara Takanashi

#### Juniorki
- Kurumi Ichinohe
- Ayuka Kamoda
- Machiko Kubota
- Ringo Miyajima
- Riko Sakurai

## Kadra na sezon 2019/2020
Trenerem kadry mężczyzn pozostał Hideharu Miyahira, zaś stanowisko trenera kadry kobiecej objął Tomoharu Yokokawa. W grupach szkoleniowych znalazło się 21 mężczyzn i 13 kobiet.

### Mężczyźni

#### Grupa S
- Ryōyū Kobayashi

#### Grupa A
- Junshirō Kobayashi
- Yukiya Satō

#### Grupa W
- Yūmu Harada
- Daiki Itō
- Kenshirō Itō
- Yūken Iwasa
- Noriaki Kasai
- Naoki Nakamura
- Keiichi Satō
- Taku Takeuchi
- Shōhei Tochimoto

#### Grupa U20
- Shinnosuke Fujita
- Ryūsei Ikeda
- Tatsunao Kobayashi
- Sōta Kudō
- Ren Nikaidō
- Shun Ōi
- Asahi Sakano
- Keisuke Takahashi
- Kanchi Yamane

### Kobiety

#### Grupa A
- Yūki Itō
- Kaori Iwabuchi
- Nozomi Maruyama
- Yūka Setō
- Sara Takanashi

#### Grupa W
- Ayaka Igarashi
- Haruka Iwasa
- Shihori Ōi
- Misaki Shigeno

#### Grupa U20
- Ayuka Kamoda
- Machiko Kubota
- Ren Mikase
- Rio Setō

## Kadra na sezon 2018/2019
W kadrach utworzonych pod auspicjami związku znalazło się 12 mężczyzn i 13 kobiet. Dodatkowych 8 zawodników zostało przypisanych do treningów w prywatnym zespole Megmilk Snow Brand Ski Team.

### Mężczyźni

#### Kadra narodowa
- Trener: Hideharu Miyahira
- Zawodnicy:
  - Noriaki Kasai
  - Ryōyū Kobayashi
  - Naoki Nakamura
  - Taku Takeuchi

#### Kadra juniorów
- Trener: Kanno Kiminori
- Zawodnicy:
  - Shinnosuke Fujita
  - Yūken Iwasa
  - Tatsunao Kobayashi
  - Sōta Kudō
  - Ryuki Kusaka
  - Ren Nikaidō
  - Kaito Nishimori
  - Shun Ōi

#### Megmilk Snow Brand Ski Team
- Trener: Takanobu Okabe
- Zawodnicy:
  - Yūmu Harada
  - Daiki Itō
  - Kenshirō Itō
  - Junshirō Kobayashi
  - Keiichi Satō
  - Yukiya Satō
  - Reruhi Shimizu
  - Shōhei Tochimoto

### Kobiety

#### Kadra narodowa
- Trener: Toru Washizawa
- Zawodniczki:
  - Yūki Itō
  - Kaori Iwabuchi
  - Haruka Iwasa
  - Yūka Kobayashi
  - Nozomi Maruyama
  - Yūka Setō
  - Misaki Shigeno
  - Sara Takanashi

#### Kadra juniorek
- Zawodniczki:
  - Ayuka Igarashi
  - Ayuka Kamoda
  - Ren Mikase
  - Shihori Ōi
  - Rio Setō